# ألكسندر بتروف (لاعب كرة سلة)
ألكسندر بتروف (14 مايو 1939 في أذربيجان - 2001 في روسيا) هو لاعب كرة سلة الاتحاد السوفيتي (وحمل سابقاً جنسية الاتحاد السوفيتي) في مركز الوسط، شارك في بطولة أمم أوروبا لكرة السلة 1961 وبطولة كأس العالم لكرة السلة 1963 وبطولة أمم أوروبا لكرة السلة 1959 وبطولة أمم أوروبا لكرة السلة 1965 والألعاب الأولمبية الصيفية 1960 والألعاب الأولمبية الصيفية 1964 وبطولة أمم أوروبا لكرة السلة 1963. ولعب مع نادي دينامو موسكو لكرة السلة.

## وصلات خارجية
- ألكسندر بتروف على موقع الاتحاد الدولي لكرة السلة (الإنجليزية)
- ألكسندر بتروف على موقع سبورتس رفرنس (الإنجليزية)
- ألكسندر بتروف على موقع اللجنة الأولمبية الدولية (الإنجليزية)
- ألكسندر بتروف على موقع أوليمبيديا (الإنجليزية)